# Folkströms bruk

Folkströms bruk i Finspångs kommun i Östergötland anlades 1655.

## Historik
Folkströms bruk låg i Hällestads socken, Finspånga läns härad. Den första kända hammaren uppfördes 1649 och kallades Simonshults hammare. Bruket ägdes från 1683 till 1700 av rådmannen och handelsmannen Jakob Ekebom. Från 1704 ägdes bruket av borgmästaren Carl Johansson i Norrköping. Vid Johanssons död 1707, ärvde barnen hans egendomar.
Det övertogs 1773 av brukspatron Carl Daniel Burén på Boxholm, som gjorde det till ett manufakturverk med bland annat knipphammare och valsverk. Under 1800-talet framställs här även brännstål. År 1857 hade bruket två stålugnar och 1860 privilegierades ytterligare en stålugn. År 1895 blev bruksegendomen kronopark.[källa behövs]

## Brukspatroner
- 1683–1700: Jakob Ekebom[1]
- 1704–1707: Carl Johansson[1]
- Carl Daniel Burén[1]
- Per August Wassrin[1]